# Zeitpunkte
Zeitpunkte war ein frauenpolitisches Radio-Magazin im öffentlich-rechtlichen Hörfunk der ARD, das 1979 beim damaligen Sender Freies Berlin (SFB) gegründet wurde und nach der Fusion 2003 vom Rundfunk Berlin-Brandenburg (rbb) weitergeführt wurde.
Seit ihrem Bestehen hatte die Sendung zahlreiche Reformen durchlaufen, wurde in verschiedene Hörfunkwellen ausgestrahlt und hat diverse Bestrebungen, die Sendung abzuschaffen, abgewehrt. Im Sommer 2020 wurde nach mehr als 41 Jahren die Sendung letztmals ausgestrahlt. Die Zeitpunkte wurden für ihre frauenpolitische Berichterstattung und Themensetzung mehrfach ausgezeichnet.

## Geschichte
Im Rahmen des SFB-Radio-Frühlings, einer Programmreform beim Sender Freies Berlin, wurde die Sendung Zeitpunkte am 5. April 1979 erstmals auf SFB 2 ausgestrahlt.
Ursprünglich wollte die SFB-Geschäftsleitung ein gemütliches, unpolitisches, entspanntes Vormittagsmagazin des Familienprogramms mit Verbraucher- und Erziehungstipps, Kochrezepten und Haushaltstipps einrichten. Die Redakteurinnen und Autorinnen der ersten Stunde waren allerdings durch die Frauenbewegung geprägt und gaben der anfangs wochentäglich ausgestrahlten Sendung eine frauen- und gesellschaftspolitische Ausrichtung.
Schwerpunktthemen waren u. a. Gleichstellung, geschlechtsspezifische Erziehung und Schule, Frauengesundheit oder Frauen in der Friedensbewegung. Frauenprojekte von A wie Altenwohnprojekt über Frauengesundheitszentren bis Z wie Zentraleinrichtung Frauenforschung wurden vorgestellt. Wichtige Prominente aus Politik, Universitäten oder Kunst und Kultur bekamen Raum und Sendezeit, ebenso Frauen in ihrem normalen Arbeits- und Lebensalltag. Auch Tabuthemen wie Gewalt gegen Frauen und Kinder, Paragraph 218 oder Vergewaltigung und Krieg wurden immer wieder aufgegriffen.
Den Macherinnen lag von Anfang an daran, mit einem dezidiert weiblichen Blick die Alltags- und Lebensbedingungen für Frauen, Männer und Kinder darzustellen, politische und gesellschaftliche Rahmenbedingungen und ihre Auswirkungen insbesondere aus feministischer Perspektive zu hinterfragen.
Zu den Sendeformen der Zeitpunkte gehören Reportagen, Kommentare und Berichte ebenso wie Debatten, Interviews und öffentliche Aufzeichnungen. Die Redaktion hatte zudem das Privileg, die Musik der Sendung selber zu bestimmen.

## Zeitpunkte im Kampf um den Erhalt und Sendeplatz
Die Sendung hat im Laufe ihrer Geschichte aufgrund von Programmreformen mehrfach den Sendeplatz und die Radiowellen gewechselt und war mehrfach von der Schließung bedroht.

### Sendestart auf SFB 2
Begonnen hatte die Ausstrahlung der Zeitpunkte bei der Hörfunkwelle SFB 2, von Dienstag bis Freitag jeweils eine Stunde im Vormittagsprogramm zwischen 10 und 11 Uhr. Das Programm bot den Hörerinnen und Hörern eine wiedererkennbare Struktur: dienstags Themen um Gesundheit und Verbraucher; mittwochs zwischenmenschliche Beziehungsthemen Mann, Frau, Kind, Nachbar; donnerstags Themen zu Frau und Öffentlichkeit und am Freitag Kultur und Freizeit.

### Zeitpunkte auf SFB 1
Im Herbst 1986 wurde unter Führung des SFB-Intendanten Lothar Loewe eine grundlegende Programmstrukturreform für den Hörfunk erarbeitet, um die Abwanderung in der Radiohörerschaft zu anderen nicht öffentlich-rechtlichen Sendern aufzuhalten.
In diesem Zusammenhang wurden Bestrebungen bekannt, die Zeitpunkte ab Januar 1987 völlig abzuschaffen. Daraufhin formierte sich Protest in der Hörerschaft. Es gründete sich einen Hörerinneninitiative aus etwa 150 Frauen verschiedener Altersgruppen, um den Erhalt der frauenpolitischen Sendung durchzusetzen. Tenor der Proteste war, dass Frauenthemen kein Minderheitenprogramm seien. In einem Offenen Brief an die Programmverantwortlichen machte die Initiative unmissverständlich klar, dass der Protest sich ausdehnen werde.
Zudem erreichten die Zeitpunkte die zweithöchsten Einschaltquoten der Hörfunknutzung in Berlin (West).
Infolge der Auseinandersetzungen wanderte die Sendung ab 1987 zu SFB 1, einer vorrangig von älteren Menschen frequentierten Hörfunkwelle. Die Sendezeit wurde auf zwei Sendestunden verlängert.

### Zeitpunkte zurück auf SFB 2
Im Frühjahr 1990 wurde eine erneute, für Mai 1990 geplante Hörfunkreform beim SFB publik. Grund dafür ist der weitere Schwund der SFB-Hörerschaft, die zum RIAS und zu Hundert,6 abgewandert waren. Wieder standen die Zeitpunkte zur Disposition.
Für die Zeitpunkte war keine feste Sendezeit für frauenpolitische Berichterstattung mehr vorgesehen, wodurch ein Verlust der Autonomie der Redaktion drohte. Erneut formierte sich öffentlicher Protest einer Hörerinneninitiative. Sie forderte eine Stunde Sendezeit an Wochentagen, einen festen Sendeplatz, Redaktionsautonomie sowie keine Etatkürzungen. Unter dem Motto Hände weg von den Zeitpunkten startete eine Kampagne. Angeführt von der Berliner FrauenfrAktion (Eigenschreibweise) wurde eine Unterschriftensammlung initiiert. Bei der entscheidenden Sitzung des Rundfunkrates am 12. März 1990 demonstrierten Frauen vor dem Fernsehzentrum des SFB. 60 Frauen verschafften sich Zugang zur Rundfunkratssitzung und überreichten dem SFB-Intendant Günther von Lojewski 1600 Unterschriften. Im Laufe der nachfolgenden Wochen wuchs die Zahl der Unterschriften für den Erhalt der Zeitpunkte auf 3000.
Ein Ende März 1990 ausgehandelter Kompromiss bedeutet den Erhalt der Zeitpunkte. Jedoch wechselte die Sendung auf eine neue Frequenz: auf den Kulturkanal SFB 3 mit einer Sendezeit zwischen 12 und 13 Uhr. Die Entscheidung wurde als Notlösung von den Macherinnen der Zeitpunkte akzeptiert.

### Zeitpunkte auf SFB 3
Nur vier Jahre später standen die Zeitpunkte wieder auf der Kippe. Diesmal als Sendung von SFB 3. Mitte August 1994 befanden sowohl der Wellenchef Wilhelm Matejka als auch der Programmdirektor Jens Wendland die Zeitpunkte für altmodisch und unzeitgemäß und forcierten die Abschaffung der Sendung. Die hohe Akzeptanz der Sendung durch das Radiopublikum sprach allerdings eine andere Sprache. Der Wechsel der frauenpolitischen Sendung von SFB 2 zu SFB 3 hatte der Kulturwelle sogar jüngere Hörerinnen zugespielt. Der anhaltende Protest einer keineswegs nur weiblichen Fan-Gemeinde und das Intervenieren vieler Prominenter aus Politik und Kultur, wie Christine Bergmann, Ingrid Stahmer, Leonie Ossowski, Jutta Lampe, Helke Sander, Helga Königsdorf oder Steffie Spira und Ulrich Roloff-Momin verhinderte das Aus der Sendung. Bestrebungen des Wellenchefs, die Sendung auf 25 Minuten zu verkürzen und ohne Musik zu senden, fanden keine Zustimmung und auch die mittägliche Sendezeit musste nicht einer vom Wellenchef angedachten Talkrunde weichen.
Im April 1999 feierten die Zeitpunkte ihr 20-jähriges Bestehen. Und doch standen sie wieder zur Disposition. Die Sendung sollte ins quotenschwache Abendprogramm verschoben und das Sendeformat verkürzt werden. Das Vorhaben wurde aufgeschoben, um 2000 erneut auf die Tagesordnung der Programmverantwortlichen zu gelangen. Diesmal verschärfte die Anhängerschaft ihren Protest und drohte mit einem Gebührenboykott.

### Zeitpunkte auf rbb Kulturradio
Seit der Fusion von SFB und ORB im Jahr 2003 wurden die Zeitpunkte auf Radio Kultur ausgestrahlt und sind inzwischen im Kulturradio zunächst noch mit zwei aktuellen Beiträgen im Tagesprogramm heimisch. Eine inzwischen auf 2,5 Planstellen reduzierte Redaktion bespielt am Wochenende eine Debatte und ein Magazin sowie am Dienstagabend eine Hintergrundsendung, den Kulturtermin.
Im Sommer 2020 wurde die letzte Sendung der Zeitpunkte im rbb Kulturradio ausgestrahlt. Im April 2021 wurde mit einer Traueranzeige im Tagesspiegel anlässlich des 42. Jahrestages ihrer Erstausstrahlung der Verlust der Radiosendung beklagt.

## Bedeutung der Zeitpunkte
Als frauenpolitisches Magazin von Frauen für Frauen und Männer haben die Journalistinnen und Autorinnen immer frauenpolitische Fragestellungen verfolgt. Den Macherinnen war dabei die Betrachtung aus zwei Blickwinkeln wichtig: Was Frauen gestalten, wie sie sich engagieren und positionieren sowie die Analyse der etablierten Politik und ihrer Gesetzgebung unter feministischem Blickwinkel.
Die Redaktion hat sich nie vor heißen Eisen gescheut, hat immer über klassische Frauenthemen hinaus den Blick stärker auf politische Zusammenhänge fokussiert.
Zu den Höhepunkten der Sendung zählen Die lange Nacht der Frauen am 8. März 1986, die in der gesamten ARD ausgestrahlt wurde. Themenwochen zu Sexualität, Familie, Männer, waren wochenlang Gesprächsstoff in der Stadt Berlin. Walter Momper, Regierender Bürgermeister, war zufällig am Mittag des 9. November 1989 live in der Sendung zu Gast.

## Auszeichnungen
- 1988: Berliner Frauenpreis für die kontinuierliche und wegweisende frauenpolitische Berichterstattung im SFB[7]
- 1995: Die Hexe, Journalistenpreis des Unabhängigen Frauenverbandes (UVF)
- 2004: Louise-Schröder-Medaille des Berliner Abgeordnetenhauses für die Verdienste um die Stadt Berlin[8]
- 2015: Berliner Frauenpreis des Landes Berlin[7]

Von der Redaktion Zeitpunkte verantwortete Dokumentationen und Features wurden mit Medienpreisen ausgezeichnet. Den Juliane-Bartel-Preis in der Kategorie Hörfunk erhielten 2014 die Autorin Astrid Springer für „Trotz Berufstätigkeit arm im Alter“ und 2016 Henriette Wege für das Feature „Krank und schlank – Gelbe Karte für Antibabypillen der 3. und 4. Generation“. Die Langzeit-Radio-Reportage „Allein in der Fremde. Afghanische Flüchtlingsmädchen in Fürstenwalde und Berlin“ von Thomas Rautenberg wurde mit dem Medienpreis der Kinder- und Jugendhilfe 2016 ausgezeichnet.

## Mitarbeitende
Zum Redaktionskollegium der Zeitpunkte gehörten Frauen unterschiedlichster Bildungs- und Berufsabschlüsse. Nicht alle waren ausgebildete Journalistinnen und Germanistinnen, sondern u. a. Politologinnen, Meteorologinnen, Juristinnen, Übersetzerinnen, Modegrafikerinnen oder Schneiderinnen.
Überregional bekannte Journalistinnen und Akademikerinnen haben in ihrer berufliche Laufbahn in der Sendung begonnen. Die Chefredakteurin der Frankfurter Rundschau, Bascha Mika, hat ihren ersten Radiobeitrag bei den Zeitpunkten veröffentlicht. Moderatorin Anne Will absolvierte während ihres Volontariats eine mehrmonatige Station in der Redaktion und über diese Zeit als feministische Grundausbildung öffentlich gewürdigt.
Wenngleich die Sendung vorrangig weiblich geprägt war, haben immer wieder auch Männer mitgewirkt.

### Redakteurinnen (Auswahl)
Marie Asmussen, Petra Castell, Maria Heiderscheidt, Claudia Ingenhoven, Heike Kalnbach, Magdalena Kemper, Lydia Lange, Birgit Ludwig, Heide Oestreich, Anne Quirin, Tina Stock, Dörte Thormählen.

### Programmassistentinnen
Dorothee Kattner, Heike Sauter, Gundi Seifert, Fedele Simshäuser,

### Autorinnen (Auswahl)
Vera Block, Heike Brandt, Britta Bürger, Gudrun Damberg, Sylvia Conradt, Michaela Gericke, Hilke Grabow, Ulrike Helwerth, Claudia Henne, Sigrid Hoff, Gundel Köbke, Lydia Lange, Frauke Langguth, Margit Miosga, Manuela Reichart, Birgit Schönberger, Susanne Seeland, Claudia Strauven, Gesine Strempel, Annette Wilmes, Henriette Wrege, Renée Zucker, Sabine Zurmühl.

### Moderation (Auswahl)
Britta Bürger, Petra Castell, Elke Gerdener, Andrea Kunsemüller, Margit Miosga, Heide Oestreich, Hans-Georg Palmowski, Manuela Reichart, Julia Riedhammer, Hilke Rusch, Gesche Schmoll, Margarete Steinhausen, Gesine Strempel, Susanne Utsch, Franziska Walser.